# Charles Waldstein
Charles Waldstein, né le 30 mars 1856 et mort le 21 mars 1927, est un archéologue anglo-américain. Il participe également aux Jeux olympiques de 1896 à Athènes. Il est aussi connu sous le nom de Sir Charles Walston de 1918 à 1927.

## Biographie
Waldstein naît dans une famille juive à New York, aux États-Unis, le 30 mars 1856. Il est le troisième fils d'Henry Waldstein, un marchand, et de Sophie, fille de L. Srisheim, de New York . Il est d'origine autrichienne.
Waldstein fait ses études à l'Université Columbia (AM, 1873) puis à Heidelberg (Ph.D., 1875). En 1880, il devient maître de conférences en archéologie classique à l'université de Cambridge.
De 1883 à 1889, il est directeur du Fitzwilliam Museum. En 1889, il est appelé à Athènes en tant que directeur de l'American School of Classical Studies, poste qu'il occupe jusqu'en 1893, date à laquelle il devint professeur dans la même institution. En 1894, il est nommé membre du King's College.
En 1895, il retourne en Angleterre en tant que professeur Slade de beaux-arts à Cambridge, poste qu'il occupe cette chaire jusqu'en 1901. Pendant son séjour à Athènes, il dirige les fouilles de l'Institut archéologique d'Amérique sur le site de l'ancienne Platées, en Érétrie. Il prétend alors avoir mis au jour le tombeau d'Aristote ou l'Héraion d'Argos, entre autres découvertes. Plus tard, il forme un comité international pour promouvoir les fouilles d'Herculanum.
Il a été fait chevalier en 1912, nommé Chevalier de l'Ordre danois de Dannebrog et nommé Commandeur de l'Ordre grec du Sauveur.
Il épouse Florence, fille de DL Einstein et veuve de Theodore Seligman, en 1909. Ils ont un fils, Henry Waltson, et une fille, Evelyn Sophie Alexandra, qui épouse ensuite le juge Sir Patrick Browne,.
Il change son nom de famille en Walston en 1918 puis meurt en 1927, lors d'une croisière en Méditerranée.

## Distinctions
- Chevalier de l'ordre de Dannebrog

## Publications
Waldstein publie dans des revues de nombreux rapports sur ses fouilles. Il écrit et publie aussi trois nouvelles sous le pseudonyme de Gordon Seymour, qui sont ensuite publiées sous son propre nom avec le titre de The Surface of Things (1899).
Il publie les livres suivants :
- Balance of Emotion and Intellect (1878)
- Essays on the Art of Phidias (1885)
- The Jewish Question and the Mission of the Jews (1889, anon.; 2nd ed. 1900)
- The Work of John Ruskin (1894)
- The Study of Art in Universities (1895)
- The Expansion of Western Ideals and the World's Peace (1899)
- The Argive Heraeum (1902)
- Art in the Nineteenth Century (1903)
- Aristodemocracy: From the Great War back to Moses, Christ and Plato (1916)
- Harmonism and Conscious Evolution (1922)

## Jeux olympiques
Waldstein participe aux Jeux olympiques d'été de 1896 à Athènes dans une épreuve de carabine.
Son score final et sa place dans la compétition sont inconnus, et seuls ses scores lors des deux premières serières sont connues pour une somme de 508 points à mi-parcours.